# Плевенска област
Плевенска област (буг. Област Плевен) се налази у северном делу Бугарске. Ова област заузима површину од 4,333 km² и има 310.449 становника. Административни центар Плевенске области је град Плевен.

## Списак насељених места у Плевенској области
Градови су подебљани

### Општина Белене
Белене,
Бјала Вода,
Деков,
Кулина Вода,
Петокладенци,
Татари

### Општина Гуљанци
Брест,
Гиген,
Искар,
Гуљанци,
Долни Вит,
Дабован,
Загражден,
Крета,
Ленково,
Милковица,
Сомовит,
Шијаково

### Општина Доња Митрополија
Бајкал,
Биволаре,
Божурица,
Брегаре,
Горња Митрополија,
Гостиља,
Доња Митрополија,
Комарево,
Крушовене,
Ореховица,
Победа,
Подем,
Рибен,
Славовица,
Ставерци,
Трстеник

### Општина Доњи Дабник
Бркач,
Горњи Дабник,
Градина,
Доњи Дабник,
Крушовица,
Петрница,
Садовец

### Општина Левски
Асеновци,
Аспарухово,
Божурлук,
Балгарене,
Варана,
Градиште,
Изгрев,
Козар Белене,
Левски,
Малчика,
Обнова,
Стежерово,
Трнчовица

### Општина Никопол
Асеново,
Бацова Махала,
Вабел,
Дебово,
Драгаш Војвода,
Евлогиево,
Жернов,
Лозица,
Љубеново,
Муселиево,
Никопол,
Новачене,
Санадиново,
Черковица

### Општина Искар
Долни Луковит,
Искар,
Писарово,
Староселци

### Општина Плевен
Беглеж,
Бохот,
Брестовец,
Бршљаница,
Буковлак,
Врбица,
Горталово,
Гривица,
Дисевица,
Коиловци,
Кртожабене,
Кашин,
Ласкар,
Мечка,
Николаево,
Опанец,
Пелишат,
Плевен,
Радишево,
Ралево,
Славјаново,
Тодорово,
Тученица,
Трнене,
Јасен

### Општина Пордим
Борислав,
Валчитрн,
Згалево,
Каменец,
Катерица,
Одрне,
Пордим,
Тотлебен

### Општина Червен Брјаг
Бресте,
Глава,
Горник,
Девенци,
Којнаре,
Лепица,
Радомирци,
Ракита,
Реселец,
Рупци,
Сухаче,
Телиш,
Червен Брјаг,
Чомаковци

### Општина Кнежа
Бреница,
Еница,
Кнежа,
Лазарово